# Klingenhof (Nürnberg)

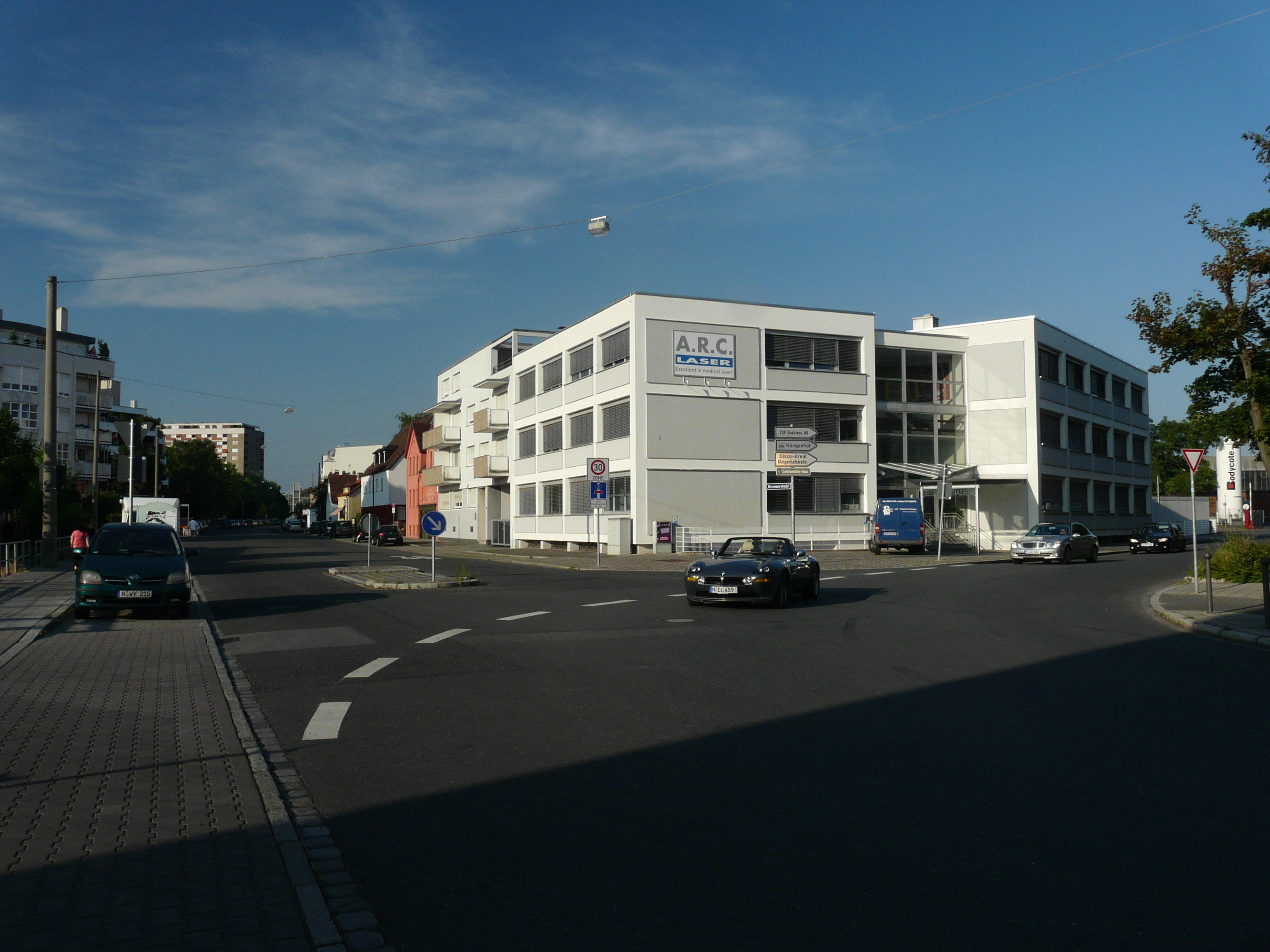
Der Nürnberger Stadtteil Klingenhof

Klingenhof ist ein Stadtteil der kreisfreien Stadt Nürnberg und bildet einen Teil des statistischen Bezirks 82 Schafhof des Nürnberger Stadtgebiets.

## Geschichte
Der Stadtteil Klingenhof gehört seit 1899 zum nürnbergischen Stadtgebiet und ist nach einem nicht mehr existierenden Bauernhof gleichen Namens benannt, der im Bereich der heutigen Klingenhofstraße stand. Klingenhof liegt östlich des Stadtteils Herrnhütte und wird im Norden von der Äußeren Bayreuther Straße, im Osten von der Gräfenbergbahn abgegrenzt. Der größte Teil von Klingenhof ist als Industriegebiet ausgewiesen, es existieren jedoch auch einige Wohnanlagen, diese vor allem entlang der Äußeren Bayreuther Straße. Auf dem Gebiet dieses Stadtteils wurde von Fritz Neumeyer die Kabel- und Metallwerke Neumeyer AG begründet. Darüber hinaus waren auch noch die Vereinigten Margarinewerke (Resi) bis zur Produktionseinstellung 1972 in Klingenhof beheimatet. Das Gelände wird heute im Wesentlichen für Freizeitveranstaltungen genutzt (Diskotheken und Bars).